# 27716 Нобуюкі
27716 Нобуюкі (27716 Nobuyuki) — астероїд головного поясу, відкритий 13 лютого 1989 року.
Тіссеранів параметр щодо Юпітера — 3,251.
Названо на честь Нобуюкі (яп. のぶゆき(信之) нобуюкі)